# Goosenecks State Park
Goosenecks State Park ligt aan de zuidelijke grens van de staat Utah in het westen van de Verenigde Staten.  Het ligt aan een diepe meander van de rivier San Juan. Deze rivier stroomt hier 8 kilometer lang door een gebied dat in vogelvlucht maar 1,6 kilometer breed is.
Dit natuurfenomeen ontstond doordat miljoenen jaren geleden Monument Upwarp, de anticline die het Monument Valleygebied doorkruist, de San Juan dwong meanders uit te snijden die tot 300 meter diep zijn, terwijl het omringende landschap langzaam oprees. Het landschap met uitzicht ontstond door erosie van water en wind en is een locatie voor de studie van meanders. De luchtfoto's tonen duidelijk de herkomst van de naam van dit gebied: het Engelse goosenecks betekent "ganzenhalzen".
Goosenecks State Park is grotendeels onontgonnen. Er is dan ook geen bezoekerscentrum en de toegang tot het park is USD 5 per voertuig. Eenvoudige kampeerplaatsen met picknicktafels liggen verspreid aan de rand van de kloof en er zijn toiletten beschikbaar. Kampeerders moeten wel hun eigen water, voedsel en benodigdheden meebrengen.

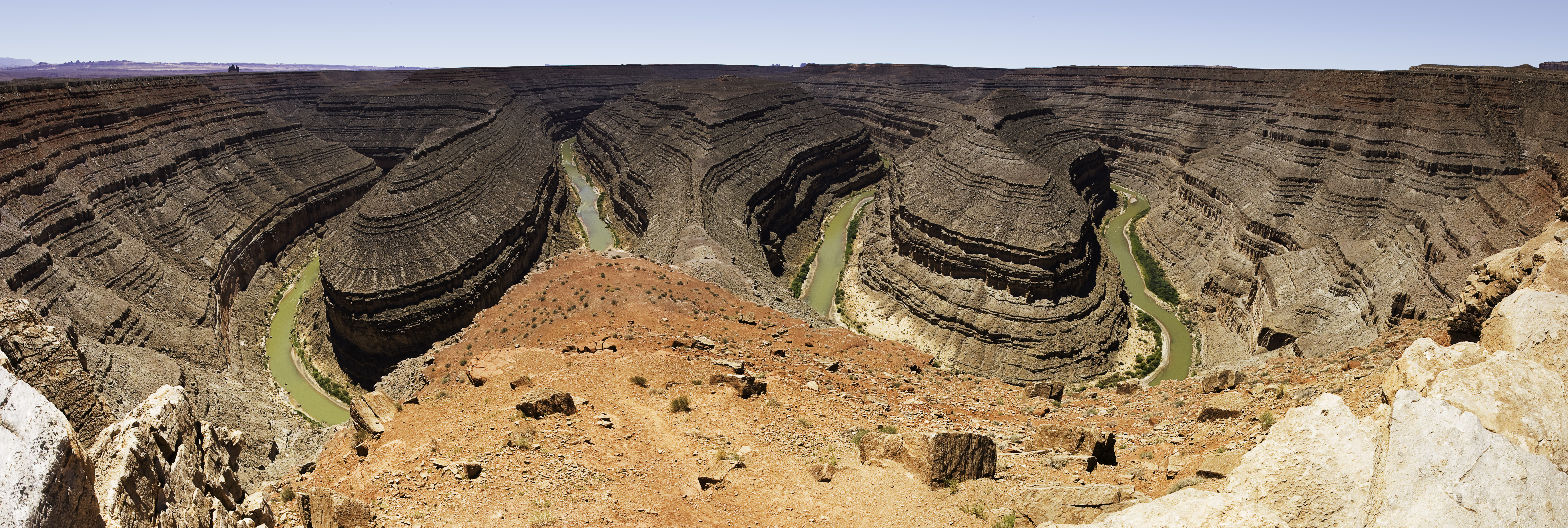
Panoramische blik op de meander

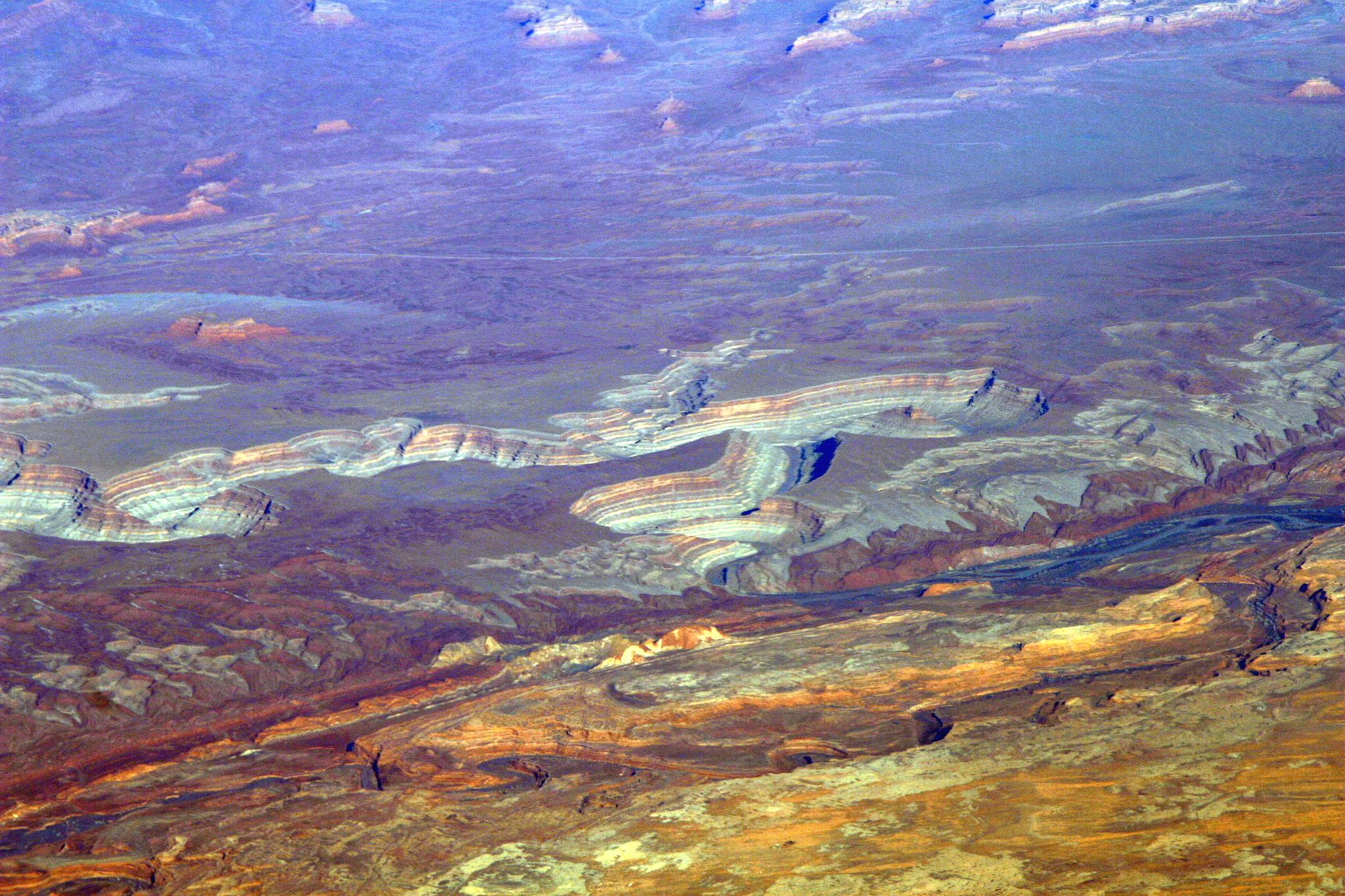
Luchtfoto, Goosenecks aan de San Juan River. Zie de doorgesneden meander midden rechts.